# Suidžó
Podmořská plošina Suidžó je čedičově-andezitová kaldera, nacházející se 1 418 m pod hladinou moře, jižně od ostrova Sofugan. Kaldera má průměr 1,5 km a výšku stěn přes 500 m. V roce 1991 byla v oblasti pozorována zvýšená hydrotermální aktivita (s teplotou vystupujících proudů přes 290 °C), což vedlo k překlasifikování kaldery jako aktivní.